# Belarussische Fußballnationalmannschaft (U-17-Juniorinnen)
Die belarussische U-17-Fußballnationalmannschaft der Frauen repräsentiert Belarus im internationalen Frauenfußball. Die Nationalmannschaft untersteht der Belaruskaja Federazyja Futbola und wird von Vyshedko Yana Anatolievna trainiert.
Die Mannschaft wurde im Jahr 2007 für die neu geschaffene U-17-Europameisterschaft gegründet und tritt seither in der EM-Qualifikation für Belarus an. Gerade in den Anfangsjahren belegt das Team jedoch häufig in der ersten Qualifikationsrunde den letzten Platz in seiner Gruppe, nur zweimal (2014 und 2015) erreichte es die zweite Qualifikationsrunde. Im Jahr 2016 qualifizierte sich die belarussische U-17-Auswahl als Gastgeber erstmals für eine Europameisterschaft, schied jedoch nach drei Niederlagen in der Vorrunde ohne Punkte und mit 1:19 Toren aus.

## Turnierbilanz

### Weltmeisterschaft
| Jahr   | Gastgeber           | Platzierung        |
| ------ | ------------------- | ------------------ |
| 2008   | Neuseeland          | nicht qualifiziert |
| 2010   | Trinidad und Tobago | nicht qualifiziert |
| 2012   | Aserbaidschan       | nicht qualifiziert |
| 2014   | Costa Rica          | nicht qualifiziert |
| 2016   | Jordanien           | nicht qualifiziert |
| 2018   | Uruguay             | nicht qualifiziert |
| 2021 1 | Indien 1            | – 1                |
| 2022   | Indien              | nicht qualifiziert |

### Europameisterschaft
| Jahr   | Gastgeber               | Platzierung                                  |
| ------ | ----------------------- | -------------------------------------------- |
| 2008   | Schweiz                 | 1. Qualifikationsrunde                       |
| 2009   | Schweiz                 | 1. Qualifikationsrunde                       |
| 2010   | Schweiz                 | 1. Qualifikationsrunde                       |
| 2011   | Schweiz                 | 1. Qualifikationsrunde                       |
| 2012   | Schweiz                 | 1. Qualifikationsrunde                       |
| 2013   | Schweiz                 | 1. Qualifikationsrunde                       |
| 2014   | England                 | 2. Qualifikationsrunde                       |
| 2015   | Island                  | 2. Qualifikationsrunde                       |
| 2016   | Belarus                 | Gruppenphase                                 |
| 2017   | Tschechien              | 1. Qualifikationsrunde                       |
| 2018   | Litauen                 | 1. Qualifikationsrunde                       |
| 2019   | Bulgarien               | 1. Qualifikationsrunde                       |
| 2020 2 | Schweden 2              | – 2                                          |
| 2021 2 | Färöer 2                | – 2                                          |
| 2022   | Bosnien und Herzegowina | zurückgezogen                                |
| 2023   | Estland                 | Liga A (nicht qualifiziert für die Endrunde) |